# Івановський потік
Івановський потік (словац. Ivanovský potok) — річка; права притока Хохолниці, протікає в окрузі Тренчин.
Довжина приблизно 11,0-11,2 км. Витік знаходиться в масиві Лопеницькі пагорби — на висоті приблизно 620 метрів; схил гори Дужник.
Протікає територією села Івановце.. Впадає в Хохолницю на висоті приблизно 190-193 метри.